# UST Growling Tigers
UST Growling Tigers – akademickie zespoły sportowe reprezentujące University of Santo Tomas, stowarzyszony w University Athletic Association of the Philippines. „Tygrysy” w roku 2022 sięgnęły 5 raz z rzędu po mistrzostwo klasyfikacji generalnej. UST  tym samym poszerzyli swój dorobek do łącznej liczby 66 mistrzostw generalnych seniorów oraz juniorów UAAP. Dzięki tym osiągnięciom zajmują pierwsze miejsce w klasyfikacji generalnej ligi UAAP, do której dołączyli w roku 1938. University of Santo Tomas jest jedną z czterech uczelni członkowskich, które biorą udział we wszystkich 15 dyscyplinach sportowych ligi.

## Historia barw oraz maskotki

Żółto-biała flaga zespołów

Ze względu na katolicki charakter uczelni, na wzór flagi Watykanu założyciele University of Santo Tomas przyjęli żółto-białe barwy. Męska drużyna Uniwersytetu Santo Tomas była kiedyś nazywana „Glowing Goldies”. Do zmiany doszło dopiero w roku 1992, ze względu na zły odbiór społeczny. Podczas ceremonii otwarcia sezonu 54 (1991–92), gospodarz widowiska nie wiedział, jak zaprezentować „Glowing Goldies”. Ponieważ UST jest instytutem dominikańskim, zdecydowano się wybrać na maskotkę karykaturę zakonnika. W związku z zakłopotaniem zespołu zdecydowano się na zmianę maskotki. Felicitas Francisco, dyrektorka wydziału wychowania fizycznego, zasugerowała tygrysa jako nową maskotkę ze względu na kolorystykę podobną do barw uczelni. Kiedy UST został gospodarzem rozgrywek w sezonie 55 (1992–93), nowa maskotka warczącego tygrysa pojawiła się na ceremonii otwarcia. Drużyna chłopców z liceum poszła w ich ślady, zmieniając nazwę z „Golden Nuggets” na „Tiger Cubs”.

## Drużyny sportowe oraz ich przydomki
| Sport             | Kobiety                 | Mężczyźni               | Kobiety Junior           | Mężczyźni Junior         |
| ----------------- | ----------------------- | ----------------------- | ------------------------ | ------------------------ |
| Koszykówka        | Growling Tigresses      | Growling Tigers         | Growling Tigress Cubs    | Growling Tiger Cubs      |
| Siatkówka         | Golden Tigresses        | Golden Spikers          | Junior Golden Tigresses  | Junior Tiger Spikers     |
| Siatkówka plażowa | Lady Spikers            | Tiger Spikers           | Junior Golden Tigresses  | Junior Tiger Spikers     |
| Piłka nożna       | Lady Booters            | Golden Booters          | Drużyna nie istnieje     | Junior Golden Booters    |
| Baseball          | Drużyna nie istnieje    | Golden Sox              | Drużyna nie istnieje     | Junior Golden Sox        |
| Softball          | Softbelles              | Drużyna nie istnieje    | Drużyna nie istnieje     | Drużyna nie istnieje     |
| Judo              | Lady Judokas            | Golden Judokas          | Junior Lady Judokas      | Junior Golden Judokas    |
| Taekwondo         | Lady Jins               | Tiger Jins              | Drużyna nie istnieje     | Junior Tiger Jins        |
| Szermierka        | Lady Fencers            | Tiger Fencers           | Junior Lady Fencers      | Junior Tiger Fencers     |
| Pływanie          | Lady Tiger Sharks       | Tiger Sharks            | Junior Lady Tiger Sharks | Junior Tiger Sharks      |
| Lekkoatletyka     | Lady Tracksters         | Tiger Tracksters        | Drużyna nie istnieje     | Junior Tiger Tracksters  |
| Badminton         | Lady Shuttlers          | Golden Shuttlers        | Drużyna nie istnieje     | Drużyna nie istnieje     |
| Tenis             | Lady Tennisters         | Tiger Tennisters        | Drużyna nie istnieje     | Drużyna nie istnieje     |
| Tenis stołowy     | Lady Paddlers           | Tiger Paddlers          | Drużyna nie istnieje     | Junior Tiger Paddlers    |
| Szachy            | Female Woodpushers      | Male Woodpushers        | Drużyna nie istnieje     | Junior Tiger Woodpushers |
| Arnis             | Lady Arnisadors         | Golden Arnisadors       | No team                  | Junior Golden Arnisadors |
| Cheerleading      | Salinggawi Dance Troupe | Salinggawi Dance Troupe | JHS Pep Squad            | JHS Pep Squad            |
| Streetdance       | Prime                   | Prime                   | Galvanize                | Galvanize                |